# Institut slovanských studií v Paříži
Institut slovanských studií v Paříži (francouzsky Institut d'études slaves) je vědecká instituce v Paříži zabývající se slovanskými reáliemi. Sídlí na adrese 9, rue Michelet v 6. obvodu v bývalém soukromém sídle Ernesta Denise. Dnes působí při Filozofické fakultě na Sorbonské univerzitě.

## Vznik
Ústav založil v roce 1919 historik a bohemista Ernest Denis za pomoci francouzské vlády a československé a jugoslávské vlády. Jeho činnost slavnostně zahájili 17. října 1923 prezidenti Alexandre Millerand a Tomáš Garrique Masaryk. V témže roce se připojilo také Polsko.

## Činnost
Ústav je výzkumným centrem v oblasti slovanských reálií. Společně s Centre d'études slaves, se kterým tvoří společnou výzkumnou jednotku v rámci CNRS a Sorbonské univerzity Eur’Orbem, vydává periodikum Revue des études slaves.

## Předsedové Institutu
- Ernest Denis (1920–1921)
- Antoine Meillet (1921–1937)
- André Mazon (1937–1959)
- Roger Portal (1959–1973)
- Jean Bonamour (1973–1980)
- Yves Millet (1980–1989)
- François de Labriolle (1989–1997)
- Michel Aucouturier (1997–2002)
- Antoine Marès (2002–2008)
- Stéphane Viellard (2008–2015)
- Pierre Gonneau (2015–2021)
- Hélène Mélat (2021–)